# Étoile relativiste

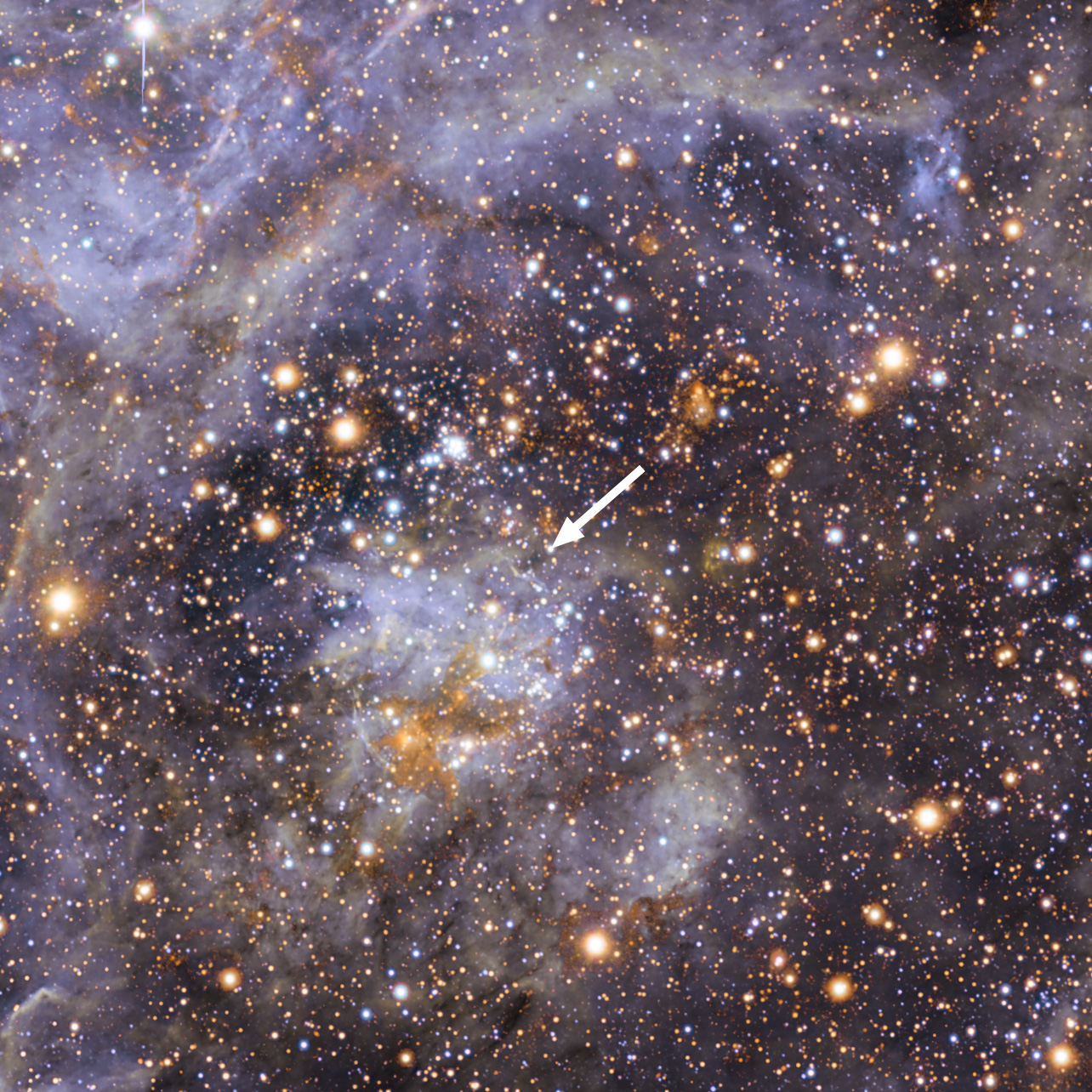
VFTS 102 est l'étoile en rotation la plus rapide jamais trouvée, elle tourne 100 fois plus vite que la Terre, à une vitesse de 447 kilomètres par seconde (1610000 km/h),

Une étoile relativiste est une étoile à neutrons en rotation dont le comportement est décrit par la relativité générale, et non pas par la mécanique newtonienne. Les étoiles relativistes sont une source possible d'émission d'ondes gravitationnelles.
Une autre définition d'une étoile relativiste est une équation d'état d'un gaz relativiste. Cela peut se produire lorsque le noyau d'une étoile massive de la séquence principale devient assez chaud pour générer des paires d'électrons-positrons. L'analyse de la stabilité montre qu'une telle étoile est soit instable, soit sur le point de s'effondrer ou d'exploser. Cette instabilité est censée limiter la masse des étoiles de la séquence principale à quelques centaines de masses solaires ou plus. Les étoiles de cette taille ou plus sont en mesure de s'effondrer directement dans un trou noir de taille soit intermédiaire, soit supermassif.